# Prix Giller
Pour les articles homonymes, voir Giller.
Le prix Giller (en anglais : Giller Prize) est un prix littéraire remis annuellement au Canada. Soutenu par la Banque Scotia, il est décerné au mois de novembre à l'auteur d'un recueil de nouvelles ou d'un roman canadien anglophone paru dans l'année.

## Historique
Cette récompense a été créée en 1994 à Toronto par l'homme d'affaires Jack Rabinovitch pour récompenser la meilleure fiction canadienne. Le prix est décerné à la mémoire de son épouse, la journaliste au Toronto Star, Doris Giller. En plus d'une récompense de 25 000 $CAN, le vainqueur se voyant remettre une sculpture en bronze de Yehouda Chaki, remplacée en 2005 par un trophée dessiné par Soheil Mosun.
Depuis le 22 novembre 2005, le prix Giller est soutenu par la banque Scotia qui augmente sa dotation à 40 000 $CAN pour le vainqueur et 2 500 $CAN pour chacun des quatre finalistes ; ces sommes passant en 2008 respectivement à 50 000 $CAN et  5 000 $CAN. Depuis 2014, elle remet une bourse de 100 000 $CAN pour le vainqueur et de 10 000 $CAN pour chacun des cinq finalistes annuels,.
Depuis la mort de son fondateur Jack Rabinovitch en 2017, c'est sa fille Elana Rabinovitch qui dirige la fondation qui remet le prix.

## Liste des lauréats
Les lauréats annuels du prix Giller sont :
- 1994 : M.G. Vassanji, The Book of Secrets
- 1995 : Rohinton Mistry, A Fine Balance
- 1996 : Margaret Atwood, Captive (Alias Grace)
- 1997 : Mordecai Richler, Barney's Version
- 1998 : Alice Munro, The Love of a Good Woman
- 1999 : Bonnie Burnard, A Good House
- 2000 : David Adams Richards, Mercy Among The Children / Michael Ondaatje, Anil's Ghost
- 2001 : Richard B. Wright, Clara Callan
- 2002 : Austin Clarke, The Polished Hoe
- 2003 : Margaret Atwood, Oryx and Crake
- 2004 : Alice Munro, Runaway
- 2005 : David Bergen, The Time in Between
- 2006 : Vincent Lam, Bloodletting & Miraculous Cures
- 2007 : Elizabeth Hay, Late Nights on Air
- 2008 : Joseph Boyden, Through Black Spruce
- 2009 : Linden MacIntyre, The Bishop's Man
- 2010 : Johanna Skibsrud, The Sentimentalists
- 2011 : Esi Edugyan, Half-Blood Blues
- 2012 : Will Ferguson, 419
- 2013 : Lynn Coady, Hellgoing
- 2014 : Sean Michaels, Us Conductors
- 2015 : André Alexis, Fifteen Dogs
- 2016 : Madeleine Thien, Do Not Say We Have Nothing
- 2017 : Michael Redhill, Bellevue Square
- 2018 : Esi Edugyan, Washington Black
- 2019 : Ian Williams, Reproduction
- 2020 : Souvankham Thammavongsa, How to Pronounce Knife
- 2021 : Omar El Akkad, What Strange Paradise